# Брегенцький ліс
Брегенцький ліс (нім. Bregenzerwald) — один з основних регіонів в окрузі Брегенц федеральної землі Форарльберг в Австрії. В ньому проживає близько 30 000 жителів (2010). Населення землі Форальбергу розмовляє алеманським діалектом німецької мови, а тому ближче до швейцарців, ніж до населення більшої частини Австрії, яке розмовляє баварсько-австрійським діалектом. Регіон Брегенцький ліс складається з двох частин: Передній ліс (нім. Vorderwald) — з пагорбами та невисокими горами, недалеко від долини Рейну, та Задній ліс (нім. Hinterwald) — що має гори, висота яких перевищує 2000 метрів. Частини відрізняються не тільки рельєфом, але й діалектними відмінностями.

## Географія

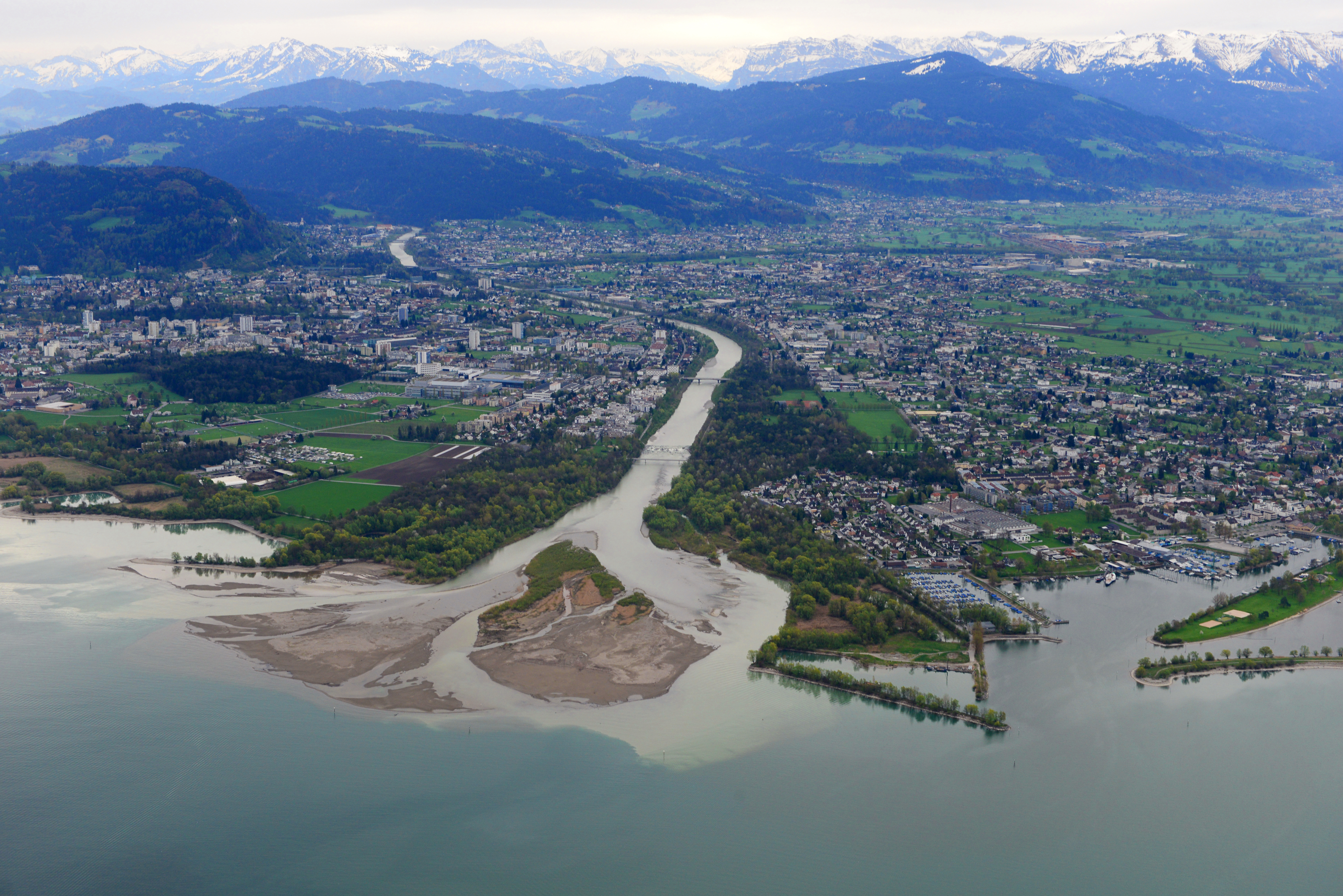
Брегенц-Ах впадає в Боденське озеро

З точки зору геології Брегенцький ліс є гірським масивом у північних баварських вапнякових Альпах, зокрема в північній зоні флішу. Він знаходиться у водозбірному басейні річки Брегенцер Ах, яка його перетинає та впадає в Боденське озеро.
Брегенцький ліс межує з долиною річки Рейн на заході, але не доходить до Боденського озера. На півночі межує з районом Ліндау та Оберальгой в німецькій землі Баварія. На північному сході межує з долиною Кляйнвальсерталь (нім. Kleinwalsertal). На сході знаходиться Танберг і Арльберг, на півдні межує з долиною Гросвальсерталь (нім. Großes Walsertal).

## Адміністративно-територіальні одиниці Брегенцького лісу
З історичних причин торгова громада Бецау вважається головним містом Брегенцького лісу, хоча ринкове місто Егг і муніципалітети Альбершвенде та Андельсбух є більшими за кількістю населення.

## Види діяльності
Регіональною столицею Брегенцького лісу є ярмаркове містечко та громада Бецау. Основними видами діяльності є туризм та сільське господарство, яке швидко зменшується через міграцію жителів з метою працевлаштування в долині Рейну.

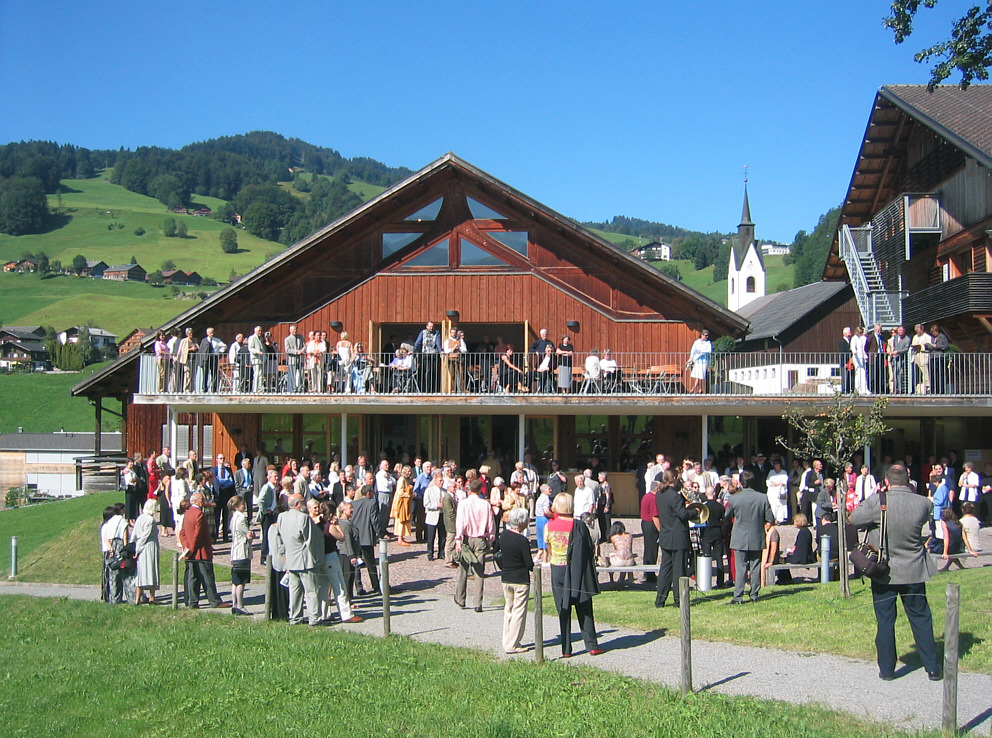
Шубертіада у Шварценберзі. Австрія. 2004

Алеманський діалект німецької мови

Брегенцький ліс славиться своїми курортами для зимових видів спорту, такими як гірськолижний курорт Дамюльс Меллау або фестиваль пісні Шубертіада у Шварценберзі в Австрії. Природа, традиції та гостинність є основою регіону.

## Культура

### Діалект
Жителі в окрузі Брегенц розмовляють переважно на середньоалеманському діалекті. У північно-західній частині регіону Брегенцького лісу — Форарльберзі, можна почути західноальгойський діалект (нім. Westallgäuerischen Dialekt). Діалекти Брегенцького лісу задокументовані, зокрема, у п'ятитомному Форарльберзькому мовному атласі, до якого ввійшли Князівство Ліхтенштайн, Західний Тіроль і Альгой.

### Архітектура
Старовинна архітектура

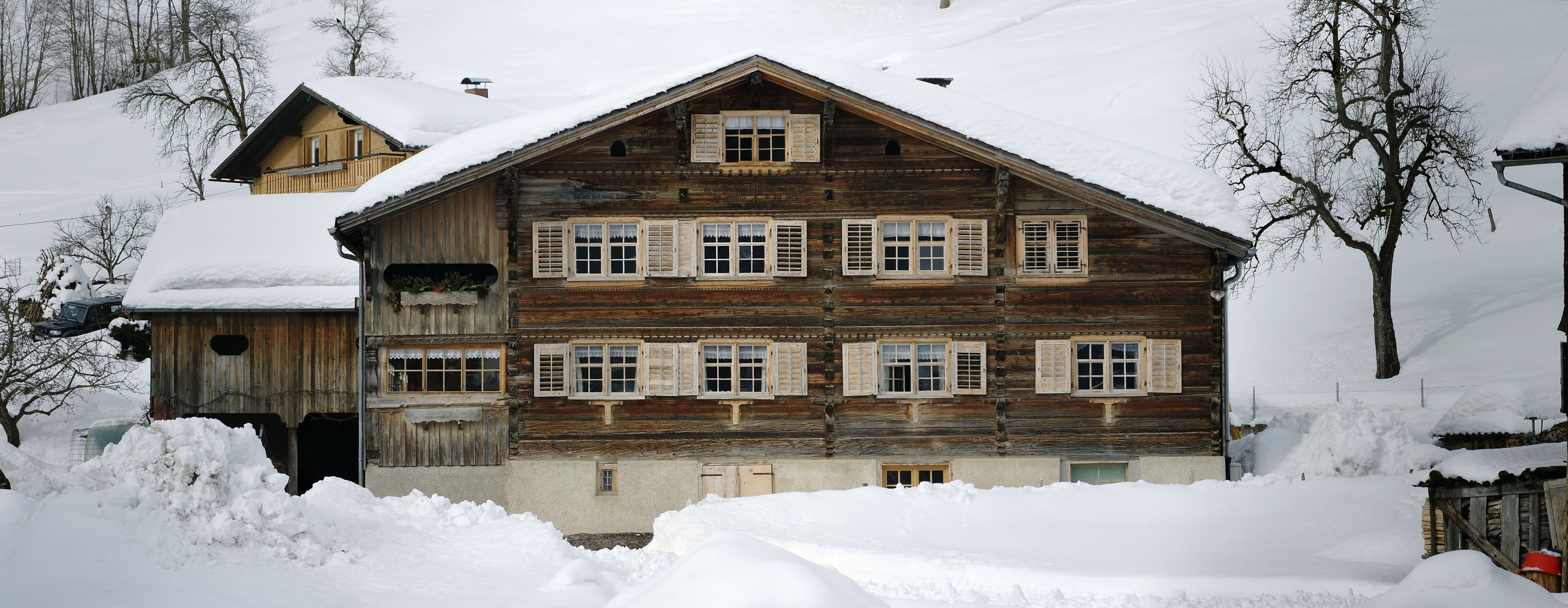
Двоповерховий будинок у Шварценберзі

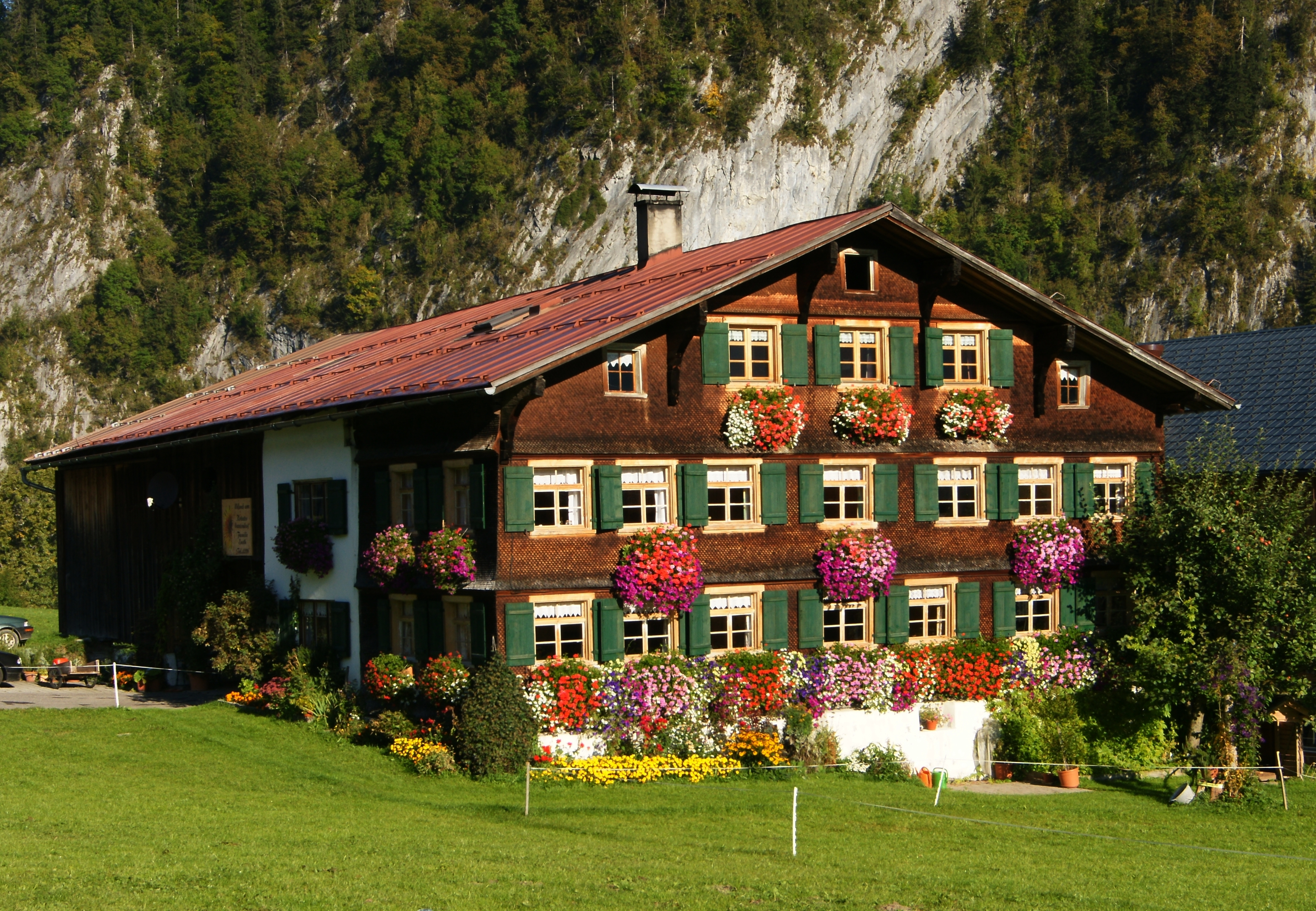
Фермерський будинок в містечку Ау

Старовинні будинки Брегенцького лісу мають змішану кам'яно-дерев'яну конструкцію, що відображає характеристику місцевого ландшафту. Найстаріші будинки цього типу були побудовані в XV столітті. На високому кам'яному фундаменті розміщена дерев'яна поверхова будівля з в'язаних зрубів з пологим двосхилим дахом. Старі будинки Брегенцького лісу об'єднували під одним дахом житлові приміщення, комору та стайню. У центрі Шварценберга є кілька добре збережених і відносно однотипних будинків, що були побудовані приблизно в один час — після великої пожежі 1755 року.
Гільдія містечка Ау
У 1651 році австрійський архітектор і будівельний майстер доби бароко — Міхаель Бір (1605—1666) заснував Гільдію містечка Ау, яка об'єднала місцевих будівельників, теслів і скульпторів. Серед відомих її членів слід відзначити будівничих з сімей Бір, Мусбруггер і Тумб. У період з 1670 по 1700 рік понад 90 відсотків усіх робітників-чоловіків у містечках Ау та Шоппернау були будівельниками.
У XVII та XVIII століттях вони та інші майстри-будівельники і ремісники відіграли провідну роль у побудові 600 церков і монастирів в окрузі Брегенц федеральної землі Форарльберг. Членами Гільдії містечка Ау були укладені 60 відсотків із понад 700 великих будівельних контрактів.
Модерна та сучасна архітектура

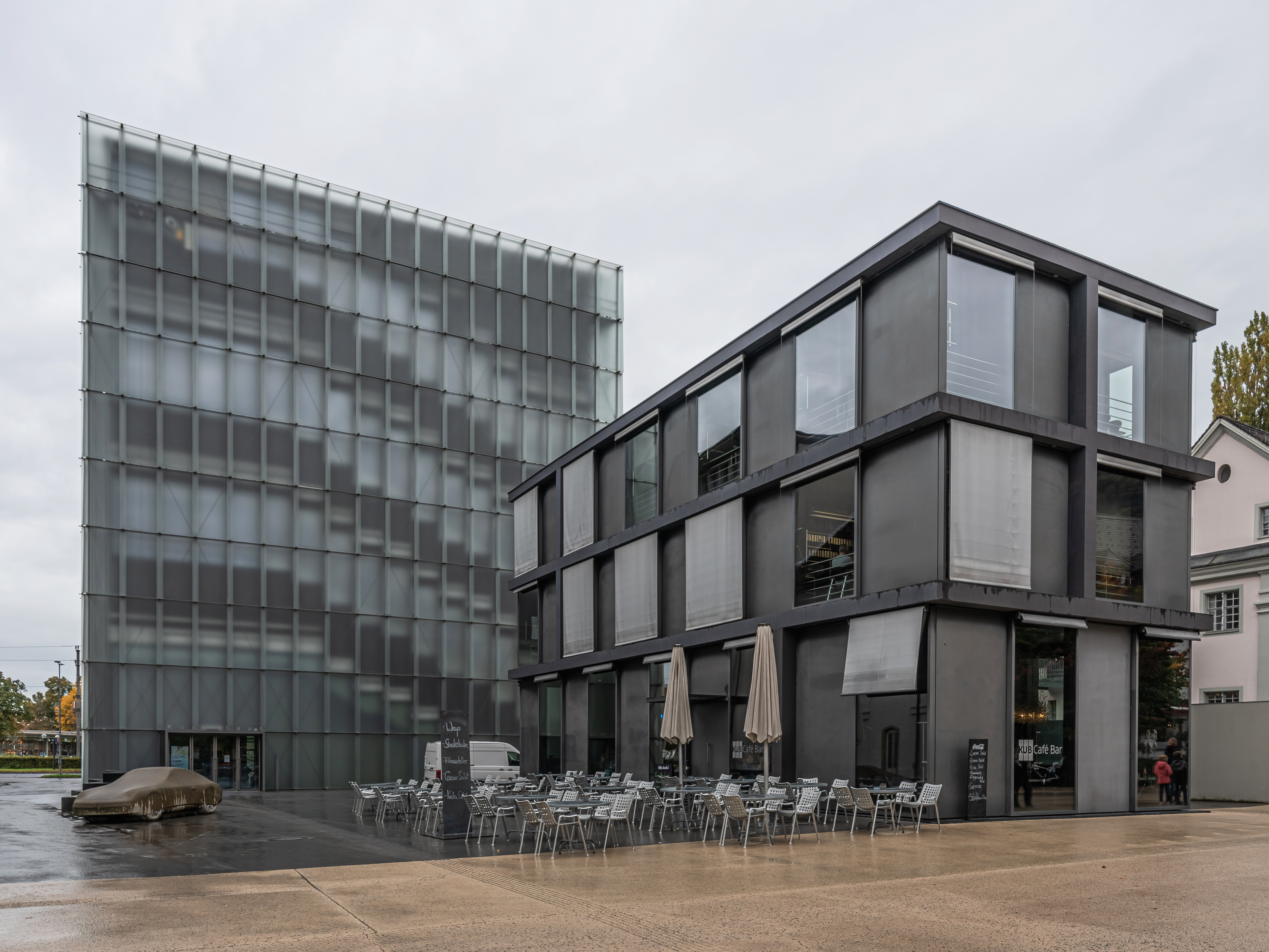
Будинок мистецтв у Брегенці

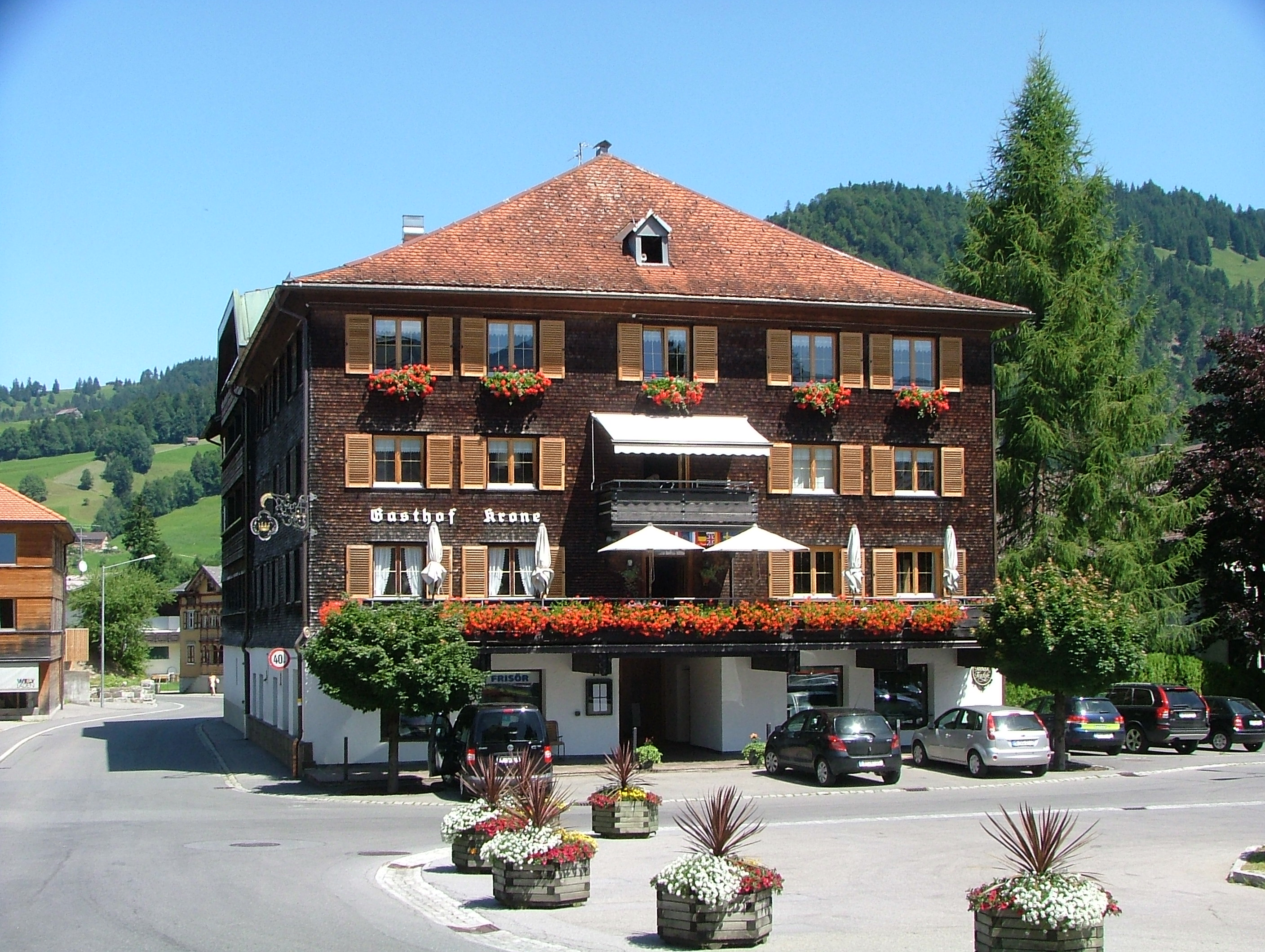
Готель Gasthof Krone в Гіттізау

У другій половині ХХ століття нова форарльбергська архітектурна школа (нім. Neue Vorarlberger Bauschule) як і завжди залучала до процесу будівництва місцевих майстрів. Це сприяло поєднанню традицій з сучасністю, чіткі лінії, скло — з місцевою деревиною, що створювало цікаві контрасти, подібно як у фахверкових будинках.
Щоб мінімізувати споживання енергії та забезпечити комфорт і якість проживання, головну роль у проектуванні нових та ремонтах приватних будинків і громадських будівель у Форарльберзі перевагу віддавали місцевій деревині. Серед архітектурних проєктів, які отримали нагороди, необхідно відзначити Будинок мистецтв і музей Форарльберга в Брегенці, Michelehof Hard і готель Gasthof Krone в Гіттізау.

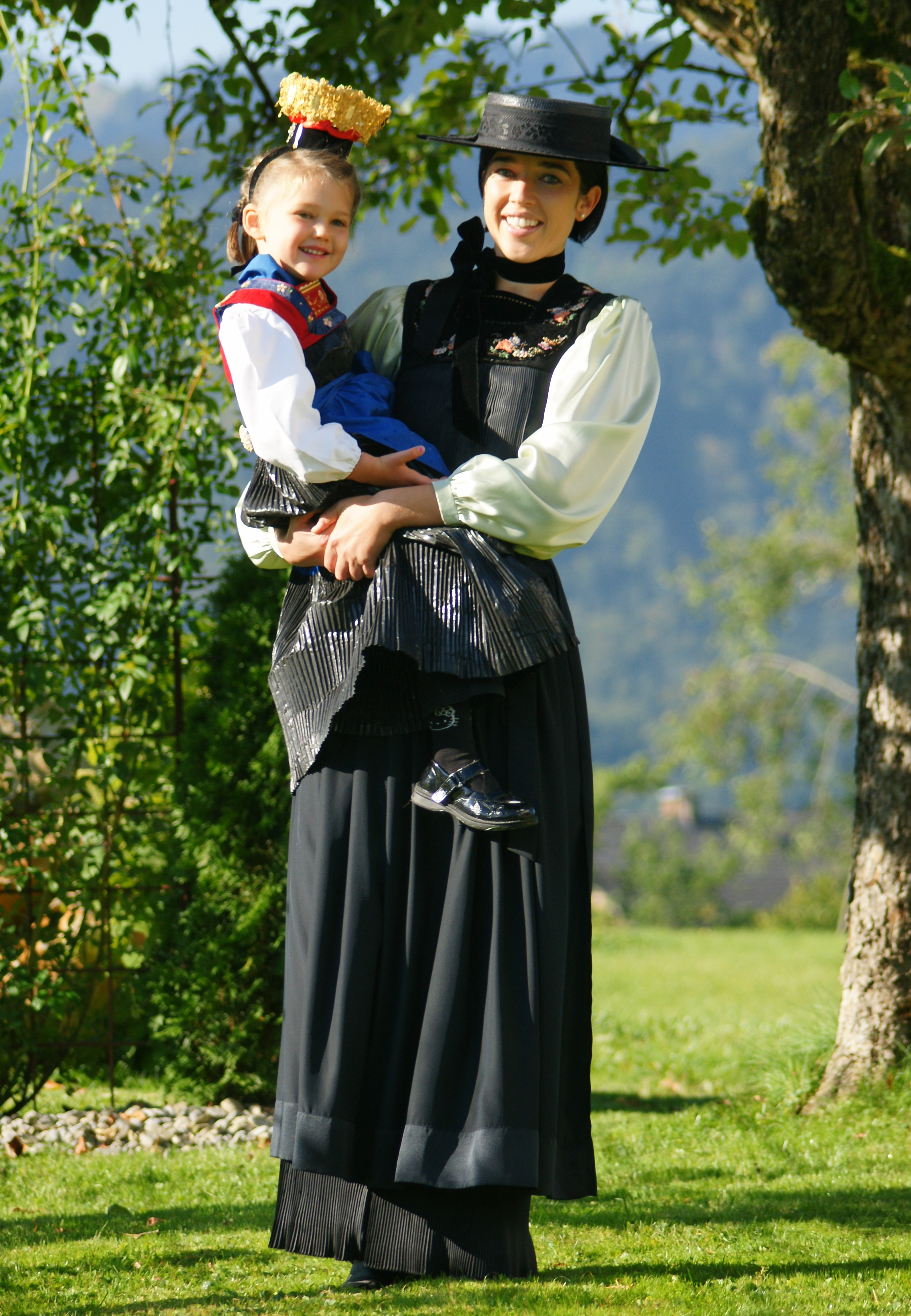
Традиційний жіночий одяг

### Традиційний одяг
Традиційний жіночий одяг є найстарішим з існуючих костюмів в Альпах і бере свій початок у кінці XV або на початку XVI століття. Жінки Брегенцького лісу носили тонку плісировану спідницю з лакованого льону, що має назву «юппе» (нім. der Juppe). Одяг білого кольору є найстарішим з існуючих костюмів в Альпах і бере свій початок з кінця XV або початку XVI століття. Пізніше, під впливом іспанського стилю, він став коричневим та чорним і є одним з найкрасивіших і найелегантніших в Альпах. Його прикрашали майстерно вишита золото-срібною ниткою пряжка, «блеоц» (нім. Bleotz), вишита золотом-сріблом декоративна смужка на спині «кеадоро» (нім. Keadoro).

### Кухарство
Сирний шлях Брегенцького лісу

Сири Брегенцького лісу

Регіон Брегенцького лісу славиться своїми традиціями сироваріння. Внаслідок співпраці між фермерами, молочарями, ремісниками та підприємцями був створений туристичний тематичний маршрут Сирний шлях Брегенцького лісу (нім. Käsestraße Bregenzerwald), який став дуже популярним серед гурманів. Туристи можуть відвідати Альпи, альпійські молокозаводи, сирний льох у Лінгенау, альпійський молочний музей. Тут можна побачити як молоко переробляють на сир з давніх часів до наших днів у Форарльберзі. Компанії виробляють традиційну та сучасну продукцію. Найвідомішими сирами регіону є Альпкезе (нім. Alpkäse) та Бергкезе (нім. Bergkäse).

## Примітки

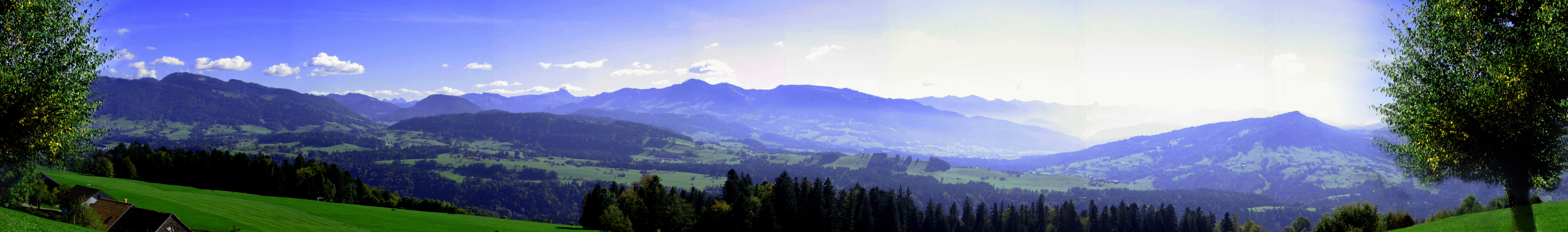
Вид з Дорена на Брегенцький ліс

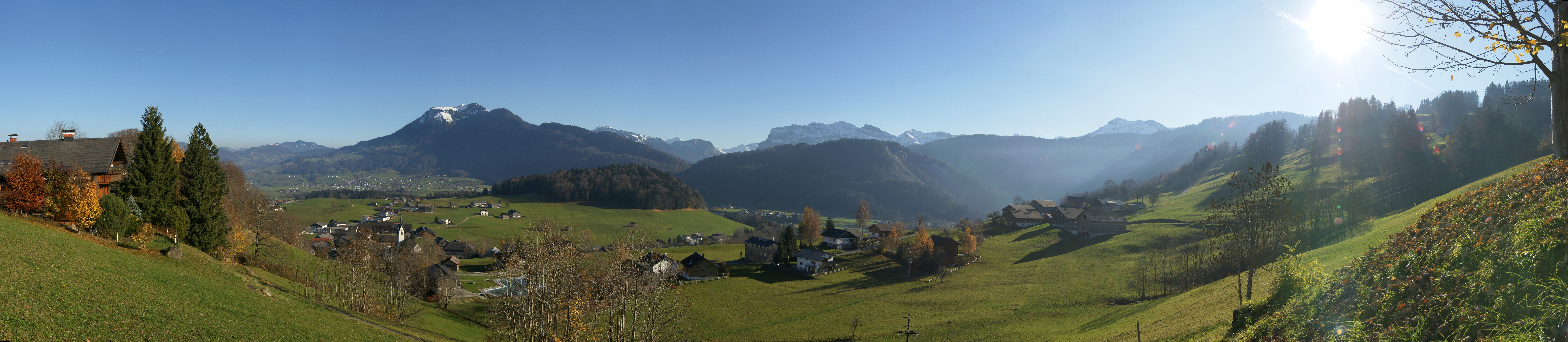